# Montreuil - Hôpital metróállomás
A Montreuil - Hôpital egy metróállomás Franciaországban, Párizsban a párizsi metró 9-es és 11-es metróvonalán. Tulajdonosa és üzemeltetője a RATP.

## Metróvonalak
Az állomást az alábbi metróvonalak érintik:
- 11-es metróvonal
- 9-es metróvonal (tervezett építmény)

## Kapcsolódó állomások
A metróállomáshoz az alábbi állomások vannak a legközelebb:
- Place Carnot metróállomás (Châtelet, 11-es metróvonal)
- La Dhuys metróállomás (Rosny-Bois-Perrier, 11-es metróvonal)
- Aristide Briand metróállomás (9-es metróvonal, tervezett építmény)